# کالین جیمز
کالین جیمز (به انگلیسی: Colin James) (متولد: ۱۷ اوت ۱۹۶۴) خواننده و ترانه‌سرای کانادایی است.